# دم‌بادبزنی آبی ویسایان
دم‌بادبزنی آبی ویسایان (نام علمی: Rhipidura samarensis) نام یک گونه از سرده دم‌بادبزنی است.